# Giannicolò Conti
Giannicolò Conti (Poli, 1º giugno 1617 – Ancona, 20 gennaio 1698) è stato un cardinale e vescovo cattolico italiano.

## Biografia
Giannicolò Conti (indicato anche col nome di Giovanni Nicola Conti di Poli) nacque nel 1617 a Poli, Roma. La sua famiglia aveva già dato alla Chiesa eminenti personaggi tra cui diversi pontefici quali Innocenzo III, Gregorio IX e Alessandro IV. Fu zio di papa Innocenzo XIII e del cardinale Bernardo Maria Conti (1721) ed era anche nipote del cardinale Carlo Conti (1604).
Destinato sin dalla gioventù alla carriera ecclesiastica, godendo anche di una posizione parentale rinomata, divenne prelato pontificio e commissario delle armi per le legazioni di Bologna, Ferrara e Ravenna. Presidente della Marche, venne prescelto quale referendario dei tribunali della Segnatura Apostolica (1652). Divenuto vicelegato ad Avignone (1655-1659), divenne governatore di Roma dal 20 novembre 1662 sino al 15 febbraio 1666.
Creato cardinale, venne in un primo tempo riservato in pectore nel concistoro del 14 gennaio 1664 e successivamente pubblicato nel concistoro del 15 febbraio 1666, ricevendo la porpora cardinalizia ed il titolo di Santa Maria in Traspontina il 15 marzo di quello stesso anno.
Fu eletto vescovo di Ancona e Umana il 29 marzo 1666. Optò quindi per l'ordine dei cardinali-vescovi, scegliendo la sede suburbicaria di Sabina l'8 agosto 1691, pur mantenendo l'amministrazione della sede di Ancona.
Morì il 20 gennaio 1698 ad Ancona. La sua salma venne esposta e sepolta successivamente nella cattedrale della città marchigiana.

## Conclavi
Giannicolò Conti partecipò a cinque conclavi: a quello del
- 1667 che elesse a pontefice Clemente IX
- 1669-1670 che elesse Clemente X
- 1676 che elesse Innocenzo XI
- 1689 che elesse Alessandro VIII
- 1691 che elesse Innocenzo XII.

## Genealogia episcopale e successione apostolica
La genealogia episcopale è:
- Cardinale Scipione Rebiba
- Cardinale Giulio Antonio Santori
- Cardinale Girolamo Bernerio, O.P.
- Arcivescovo Galeazzo Sanvitale
- Cardinale Ludovico Ludovisi
- Cardinale Luigi Caetani
- Vescovo Giovanni Battista Scanaroli
- Cardinale Girolamo Farnese
- Cardinale Giannicolò Conti

La successione apostolica è:
- Vescovo Pietro Lanfranconi, O.E.S.A. (1667)

## Ascendenza
|                                                  |                                                          |                                                | Genitori                                               |  |  | Nonni |  |  | Bisnonni                        |  |  | Trisnonni                         |  |
|                                                  |                                                          |                                                |                                                        |  |  |       |  |  | 8. Carlo Conti, signore di Poli |  |  | 16. Giulio Conti, signore di Poli |  |
|                                                  |                                                          |                                                |                                                        |  |  |       |  |  | 8. Carlo Conti, signore di Poli |  |  | 16. Giulio Conti, signore di Poli |  |
|                                                  |                                                          | 17. Giacoma Conti                              |                                                        |  |  |       |  |  | 8. Carlo Conti, signore di Poli |  |  |                                   |  |
| 4. Torquato I Conti, I duca di Poli e Guadagnolo |                                                          |                                                |                                                        |  |  |       |  |  | 8. Carlo Conti, signore di Poli |  |  |                                   |  |
|                                                  |                                                          | 9. Maria Tarquinia Savelli                     | 18. Antimo Savelli, X signore di Albano                |  |  |       |  |  |                                 |  |  |                                   |  |
|                                                  |                                                          | 9. Maria Tarquinia Savelli                     | 18. Antimo Savelli, X signore di Albano                |  |  |       |  |  |                                 |  |  |                                   |  |
|                                                  |                                                          | 9. Maria Tarquinia Savelli                     | 19. Giulia Conti                                       |  |  |       |  |  |                                 |  |  |                                   |  |
| 2. Lotario Conti, II duca di Poli e Guadagnolo   |                                                          | 9. Maria Tarquinia Savelli                     |                                                        |  |  |       |  |  |                                 |  |  |                                   |  |
|                                                  |                                                          | 10. Galeazzo I Farnese, duca di Latera         | 20. Pier Bertoldo Farnese, signore di Latera           |  |  |       |  |  |                                 |  |  |                                   |  |
|                                                  |                                                          | 10. Galeazzo I Farnese, duca di Latera         | 20. Pier Bertoldo Farnese, signore di Latera           |  |  |       |  |  |                                 |  |  |                                   |  |
|                                                  |                                                          | 10. Galeazzo I Farnese, duca di Latera         | 21. Battistina dell'Anguillara                         |  |  |       |  |  |                                 |  |  |                                   |  |
| 5. Violante Farnese                              |                                                          | 10. Galeazzo I Farnese, duca di Latera         |                                                        |  |  |       |  |  |                                 |  |  |                                   |  |
|                                                  |                                                          | 11. Isabella dell'Anguillara                   | 22. Giuliano dell'Anguillara                           |  |  |       |  |  |                                 |  |  |                                   |  |
|                                                  |                                                          | 11. Isabella dell'Anguillara                   | 22. Giuliano dell'Anguillara                           |  |  |       |  |  |                                 |  |  |                                   |  |
|                                                  |                                                          | 11. Isabella dell'Anguillara                   | 23. Girolama Farnese                                   |  |  |       |  |  |                                 |  |  |                                   |  |
| 1. Giannicolò Conti                              |                                                          | 11. Isabella dell'Anguillara                   |                                                        |  |  |       |  |  |                                 |  |  |                                   |  |
|                                                  | 12. Pierfrancesco II "Vicino" Orsini, signore di Bomarzo | 24. Gian Corrado Orsini, signore di Bomarzo    |                                                        |  |  |       |  |  |                                 |  |  |                                   |  |
|                                                  | 12. Pierfrancesco II "Vicino" Orsini, signore di Bomarzo | 24. Gian Corrado Orsini, signore di Bomarzo    |                                                        |  |  |       |  |  |                                 |  |  |                                   |  |
|                                                  | 12. Pierfrancesco II "Vicino" Orsini, signore di Bomarzo | 25. Clarice Orsini di Monterotondo             |                                                        |  |  |       |  |  |                                 |  |  |                                   |  |
| 6. Marzio Orsini, signore di Bomarzo             | 12. Pierfrancesco II "Vicino" Orsini, signore di Bomarzo |                                                |                                                        |  |  |       |  |  |                                 |  |  |                                   |  |
|                                                  |                                                          | 13. Giulia Farnese                             | 26. Galeazzo I Farnese, duca di Latera (= 10.)         |  |  |       |  |  |                                 |  |  |                                   |  |
|                                                  |                                                          | 13. Giulia Farnese                             | 26. Galeazzo I Farnese, duca di Latera (= 10.)         |  |  |       |  |  |                                 |  |  |                                   |  |
|                                                  |                                                          | 13. Giulia Farnese                             | 27. Isabella dell'Anguillara (= 11.)                   |  |  |       |  |  |                                 |  |  |                                   |  |
| 3. Giulia Orsini                                 |                                                          | 13. Giulia Farnese                             |                                                        |  |  |       |  |  |                                 |  |  |                                   |  |
|                                                  |                                                          | 14. Gian Vincenzo Vitelli, conte di Montefiore | 28. Alessandro Vitelli, conte di Montefiore            |  |  |       |  |  |                                 |  |  |                                   |  |
|                                                  |                                                          | 14. Gian Vincenzo Vitelli, conte di Montefiore | 28. Alessandro Vitelli, conte di Montefiore            |  |  |       |  |  |                                 |  |  |                                   |  |
|                                                  |                                                          | 14. Gian Vincenzo Vitelli, conte di Montefiore | 29. Angela de' Rossi                                   |  |  |       |  |  |                                 |  |  |                                   |  |
| 7. Porzia Vitelli                                |                                                          | 14. Gian Vincenzo Vitelli, conte di Montefiore |                                                        |  |  |       |  |  |                                 |  |  |                                   |  |
|                                                  |                                                          | 15. Faustina Vitelli                           | 30. Gian Luigi "Chiappino" Vitelli, marchese di Cetona |  |  |       |  |  |                                 |  |  |                                   |  |
|                                                  |                                                          | 15. Faustina Vitelli                           | 30. Gian Luigi "Chiappino" Vitelli, marchese di Cetona |  |  |       |  |  |                                 |  |  |                                   |  |
|                                                  |                                                          | 15. Faustina Vitelli                           | 31. Giovanna Gavari                                    |  |  |       |  |  |                                 |  |  |                                   |  |
|                                                  |                                                          | 15. Faustina Vitelli                           |                                                        |  |  |       |  |  |                                 |  |  |                                   |  |